# Friedrich Ludwig von Eyben
Friedrich Ludwig von Eyben (* 19. August 1738 in Lübeck; † 12. Januar 1793 in Regensburg) war ein dänischer Diplomat.

## Leben
Friedrich Ludwig von Eyben war Sohn des Lübecker Domdechanten Christian August von Eyben. 1764 war er kurzzeitig im Besitz einer Domherrenstelle.
Nach dem Studium an den Universitäten Marburg und Göttingen trat er in den diplomatischen Dienst des Königreichs Dänemark ein und führte den Titel Sr. Königl. Majestät in Dänemark Kammerherr, Ritter vom Danebrogsorden und Herzogl. Holstein-Glückstädtischer Komitialgesandter bey der Hochansehnlichen Reichsversammlung.
Außerdem war Eyben von 1773 bis 1776 dänischer Gesandter am Hof von König Ferdinand IV. von Neapel. Eyben wurde 1777 Ritter des Dannebrogordens und Kammerherr. 1782–1793 war er dänischer Gesandter und Stimmführer der Virilstimme für das unter dänischer Oberhoheit stehende Herzogtum Holstein beim Reichstag in Regensburg. Sein Titel war: Sr Königl.Majestätin Dänemark Kammerherr, Ritter vom Danebrogsorden und Herzogl. Hollstein-Glückstädtischer Comitialgesandter bey der Hochansehnlichen Reichsversammlung. Sein Wohnort in Regensburg war am Haidplatz Nr. 7. 1776 wurde er für Dänemark als envoy extraordinaire nach Sardinien entsandt.
1793 verstarb Eyben – ein Bruder von Adolf Gottlieb von Eyben – im Dienst als dänischer Gesandter in Regensburg. Der Gesandte Eyben konnte wegen Platzmangel nicht, wie für Gesandte bis dahin üblich, in der Innenstadt auf dem Gesandtenfriedhof bei der Dreieinigkeitskirche begraben werden. Er wurde im Stadtwesten außerhalb der Stadtmauer auf dem Friedhof St. Lazarus bestattet, der sich damals im heutigen Stadtpark Regensburg befand. Seine Grabstätte hat sich nicht erhalten.